# Conus gloriamaris
Conus gloriamaris – gatunek ślimaka z rodziny stożków (Conidae) pochodzący z rejonu zachodniego Pacyfiku, zasiedlający większe głębokości. Muszla osiąga rozmiary 70–162 mm, przeciętnie mierząc 11 cm.
Muszla jest ciężka, błyszcząca, o barwach białawych, kremowych, niebieskawobiałych z trzema spiralnymi pasami w odcieniach brązu i licznymi, niewielkimi, trójkątnymi, białymi plamkami. Wrzeciono jest długie i wąskie, a skrętka wysoka (ostatni skręt, o prostych lub delikatnie wklęsłych ścianach, stanowi ok. 2/3 długości muszli). Otwór długi, nieco szerszy u podstawy, a szew cienki. Wraz z wiekiem przybywa delikatnych guzków na starszych skrętach.
Jest to rzadki gatunek, choć łatwo osiągalny w wodach Filipin, a połowów zaprzestano od lat 60. XX w., w związku z czym jego muszle są bardzo cenne, szczególnie gdy muszla nie posiada uszkodzeń i osiąga duże rozmiary.